# Albert Olsson (scrittore)
Albert Olsson (Eslöv, 30 agosto 1904 – Harplinge, 9 maggio 1994) è stato uno scrittore svedese.
Ha vissuto la maggior parte della sua vita a Harplinge nella contea di Halland dove ha lavorato come insegnante. È principalmente noto per il suo romanzo trilogia che parla del contadino Tore Gudmarsson. La trilogia, pubblicata nel 1940, si svolge nel diciassettesimo secolo nella contea di Halland, quando questa passò dalla Danimarca alla sovranità svedese.